# Benedict von Herman
Benedict von Herman (* 1689 in Memmingen; † 1782 in Venedig, Italien; auch Benedikt von Herman oder von Hermann) war ein Fernhandelskaufmann und der erste Millionär in Schwaben.

## Leben

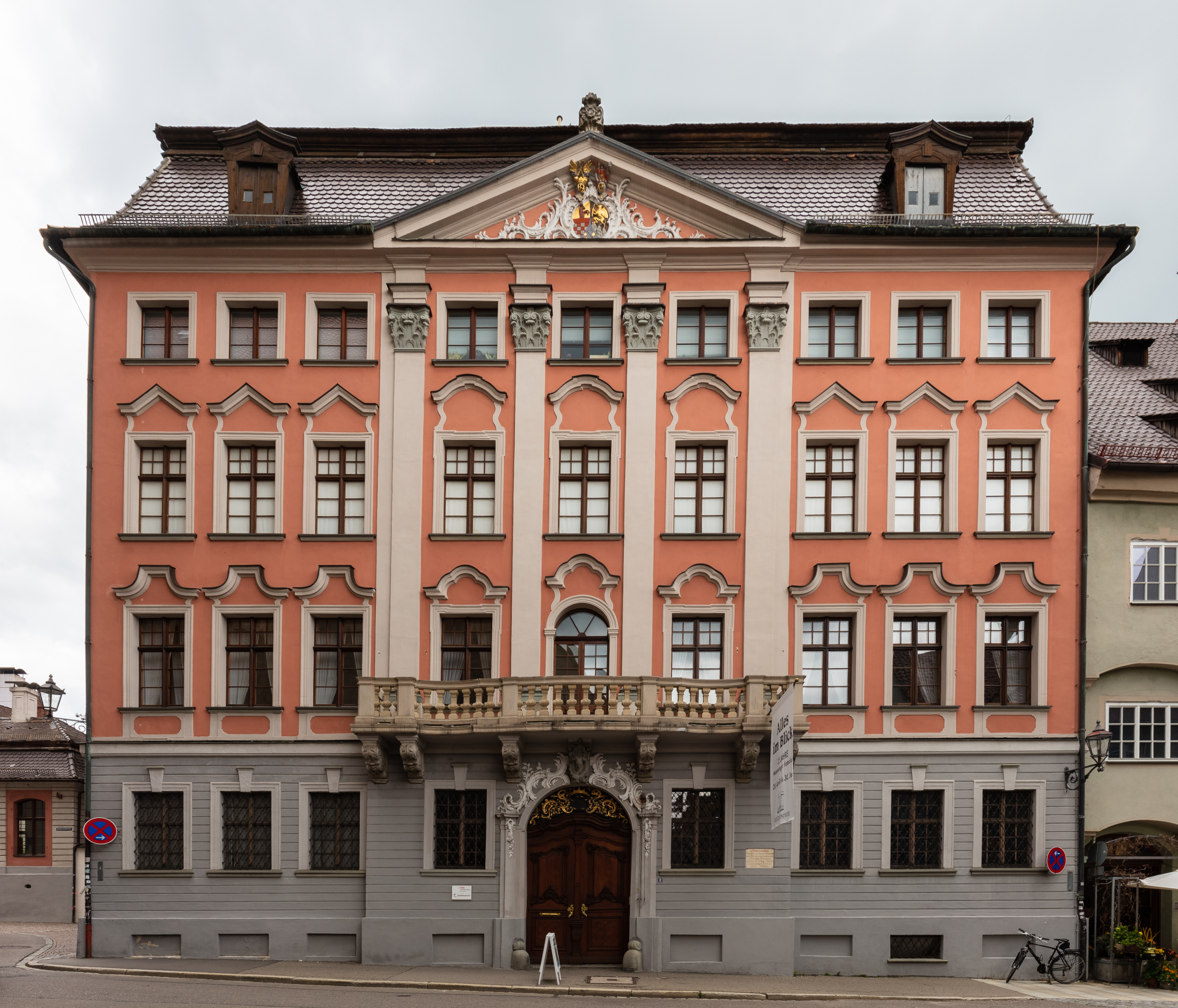
Hermansbau in Memmingen (von 1766)

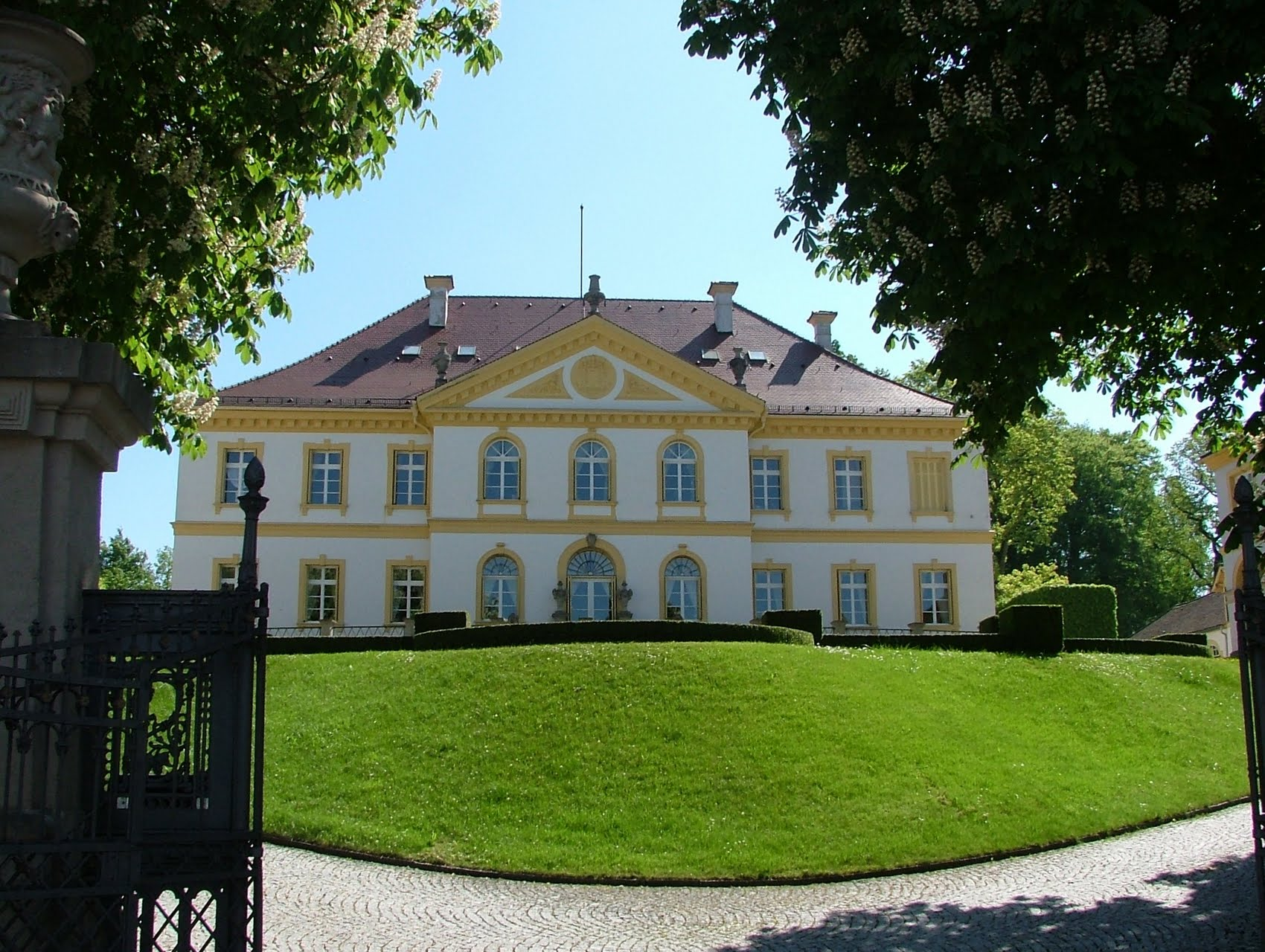
Schloss Wain (1780)

Benedict wurde 1689 im oberschwäbischen Memmingen geboren. Mit vierzehn begann er eine Lehre als Handelskaufmann in einem deutschen Handelshaus in Venedig. Bereits in jungen Jahren übernahm er die Firma, in der er seine Lehre erfolgreich absolvierte. Er spezialisierte die Firma auf den Handel mit Gewürzen, wobei er ganze Schiffsladungen aufkaufte und wieder veräußerte.
Die Habsburger liehen sich bei ihm Geld, um ihre italienische Armee bezahlen zu können. Da die Krone die Rückzahlung nicht garantieren konnte, traf Benedict von Herman mit den österreichischen Herrschern eine Vereinbarung, wonach der Ertrag der österreichischen Quecksilberwerke an ihn floss. 1750 verlieh ihm Kaiser Franz I. den Reichsadel. Damals galt seine venezianische Niederlassung als das reichste deutsche Handelshaus in der Lagune. Er selbst gilt als der erste Millionär in Schwaben. 1757 spendete Benedict 4000 Gulden zur Ausstattung eines Stipendiums, 1760  6000 Gulden für das Waisenhaus im Spital.
Als Repräsentationsgebäude ließ Benedict 1766 den Hermansbau in Memmingen für seine Verwandtschaft errichten. Er selbst lebte in Venedig unter seinem Stand. Er soll auf jeglichen damals verfügbaren Komfort verzichtet haben. Noch zu Lebzeiten ordnete Benedict von Herman seinen Besitz für seine Erben. Als er 1782 in Venedig starb, hinterließ er sein Vermögen seinen drei Vettern. So bedachte er seinen Vetter Johann Theobald mit der um 500.000 Gulden erworbenen Herrschaft Wain, dem neugebauten Schloss Wain und einer Barschaft von 100.000 Gulden. Des Weiteren gehörten zum Erbe Johann Theobalds ein Sechstel der Herrschaft Eisenburg, Äcker und Wiesen bei Memmingen, die 20.000 Gulden wert waren und der neuerbaute Hermansbau. Ebenso erkaufte er dem Haupterben den Adelsstand. Seinem Bruder, Philipp Adolph Johann von Herman vermachte er 100.000 Gulden.